# Brunvillers-la-Motte
Brunvillers-la-Motte [bʁœ̃vile la mɔt] est une commune française située dans le département de l'Oise en région Hauts-de-France.
Ses habitants sont appelés les Brunvillois et les Brunvilloises.

## Géographie

### Description

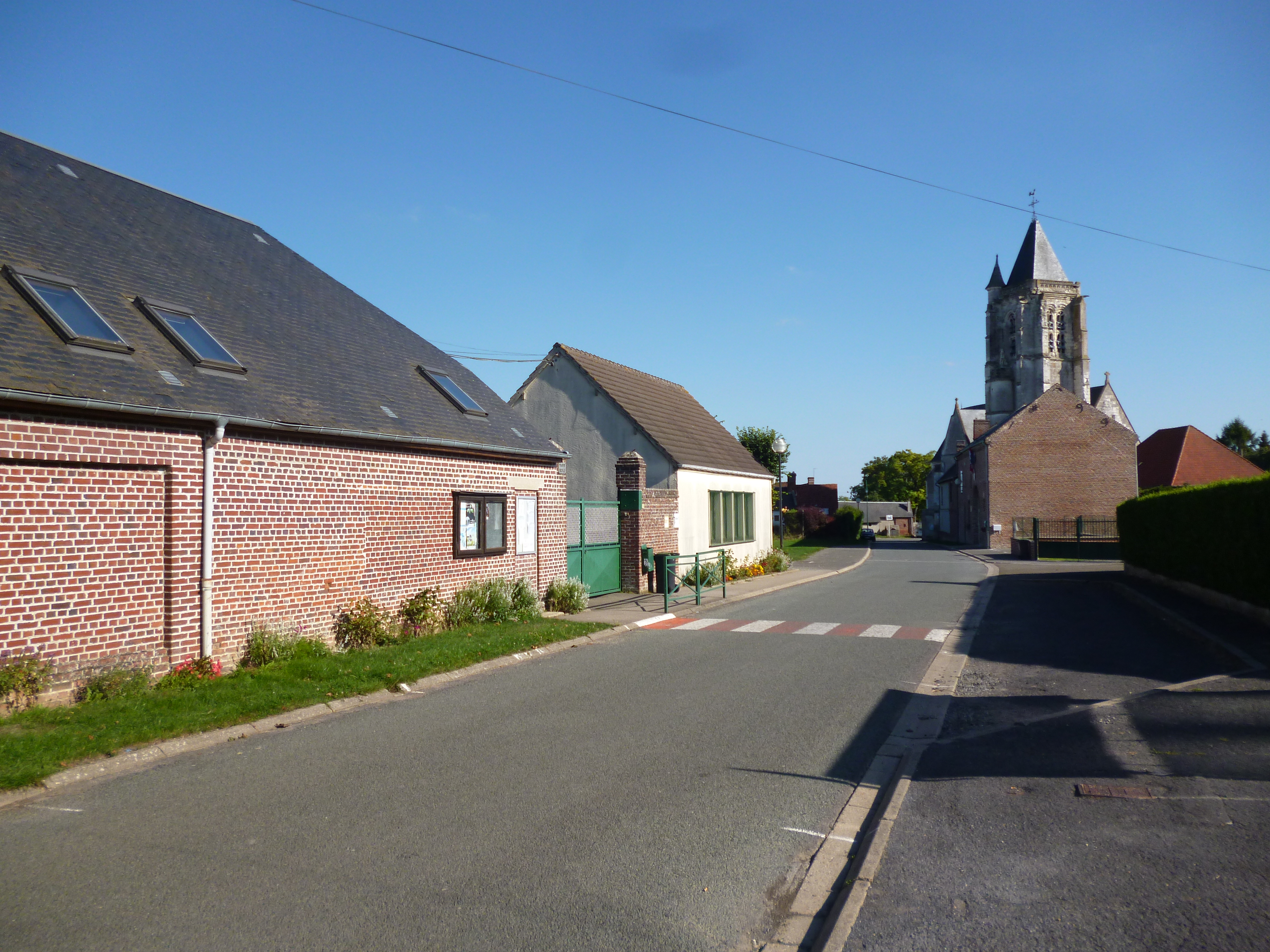
Ambiance du village : la rue de l'école, avec l'école (à gauche), la mairie (à droite) et l'église Saint-Michel (au fond).

Brunvillers-la-Motte est un village rural du Plateau picard dans l'Oise,  situé à 5 km au nord de Saint-Just-en-Chaussée,à 30 km au nord-ouest de Compiègne ou au nord-est de Beauvais, et  à 40 km à l'ouest de Noyon ou au sud d'Amiens.
Il est aisément accessible par l'ancienne  route nationale 16 (actuelle RD 916).
La limite ouest du territoire communal est formée par la ligne de Paris-Nord à Lille.
Au début du XIXe siècle, on indiquait que le territoire communal est constitué d'une «  plaine découverte., dans l'étendue do laquelle 'plusieurs ravins, dont la  direction est divergente, prennent origine. Il n'y a point d'eau courante ni de source »

### Communes limitrophes
| Gannes       | Sains-Morainvillers  |                    |
|              | Brunvillers-la-Motte | Maignelay-Montigny |
| Quinquempoix | Plainval             |                    |

### Hydrographie
La commune est traversée par la ligne de partage des eaux entre les bassins hydrographiques Artois-Picardie et Seine-Normandie. Elle n'est drainée par aucun cours d'eau.

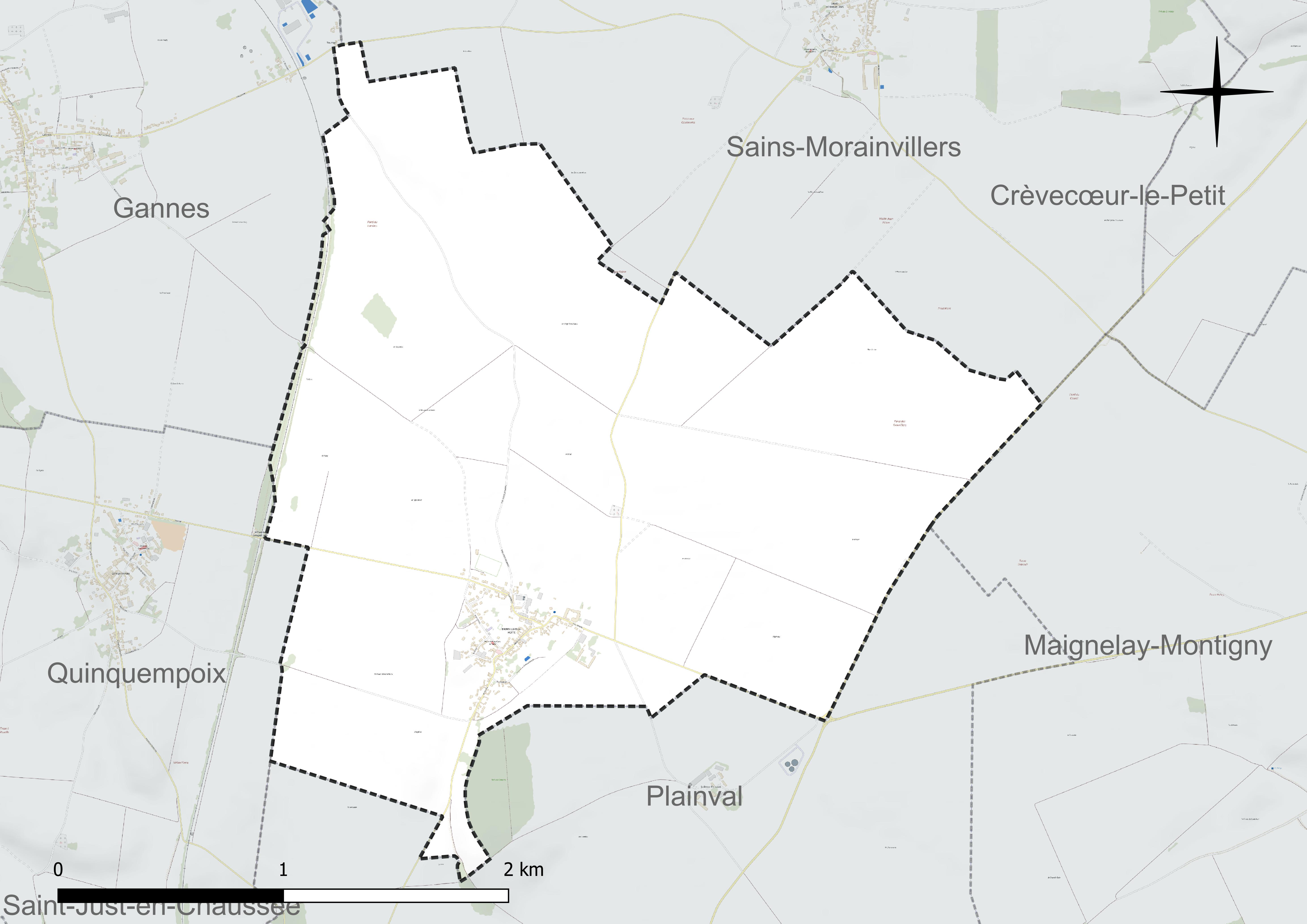
Réseau hydrographique de Brunvillers-la-Motte.

### Climat
Pour des articles plus généraux, voir Climat des Hauts-de-France et Climat de l'Oise.
En 2010, le climat de la commune est de type climat océanique dégradé des plaines du Centre et du Nord, selon une étude du CNRS s'appuyant sur une série de données couvrant la période 1971-2000. En 2020, Météo-France publie une typologie des climats de la France métropolitaine dans laquelle la commune est exposée à un climat océanique et est dans la région climatique Nord-est du bassin Parisien, caractérisée par un ensoleillement médiocre, une pluviométrie moyenne régulièrement répartie au cours de l'année et un hiver froid (3 °C).
Pour la période 1971-2000, la température annuelle moyenne est de 10,2 °C, avec une amplitude thermique annuelle de 14,5 °C. Le cumul annuel moyen de précipitations est de 675 mm, avec 11,1 jours de précipitations en janvier et 7,8 jours en juillet. Pour la période 1991-2020, la température moyenne annuelle observée sur la station météorologique la plus proche, située sur la commune de Godenvillers à 9 km à vol d'oiseau, est de 11,1 °C et le cumul annuel moyen de précipitations est de 701,9 mm,. Pour l'avenir, les paramètres climatiques de la commune estimés pour 2050 selon différents scénarios d'émission de gaz à effet de serre sont consultables sur un site dédié publié par Météo-France en novembre 2022.

## Urbanisme

### Typologie
Au 1er janvier 2024, Brunvillers-la-Motte est catégorisée commune rurale à habitat dispersé, selon la nouvelle grille communale de densité à sept niveaux définie par l'Insee en 2022.
Elle est située hors unité urbaine et hors attraction des villes,.

### Occupation des sols
L'occupation des sols de la commune, telle qu'elle ressort de la base de données européenne d'occupation biophysique des sols Corine Land Cover (CLC), est marquée par l'importance des territoires agricoles (95,1 % en 2018), en diminution par rapport à 1990 (96 %). La répartition détaillée en 2018 est la suivante : 
terres arables (94,8 %), zones urbanisées (4,9 %), zones agricoles hétérogènes (0,3 %). L'évolution de l'occupation des sols de la commune et de ses infrastructures peut être observée sur les différentes représentations cartographiques du territoire : la carte de Cassini (XVIIIe siècle), la carte d'état-major (1820-1866) et les cartes ou photos aériennes de l'IGN pour la période actuelle (1950 à aujourd'hui).

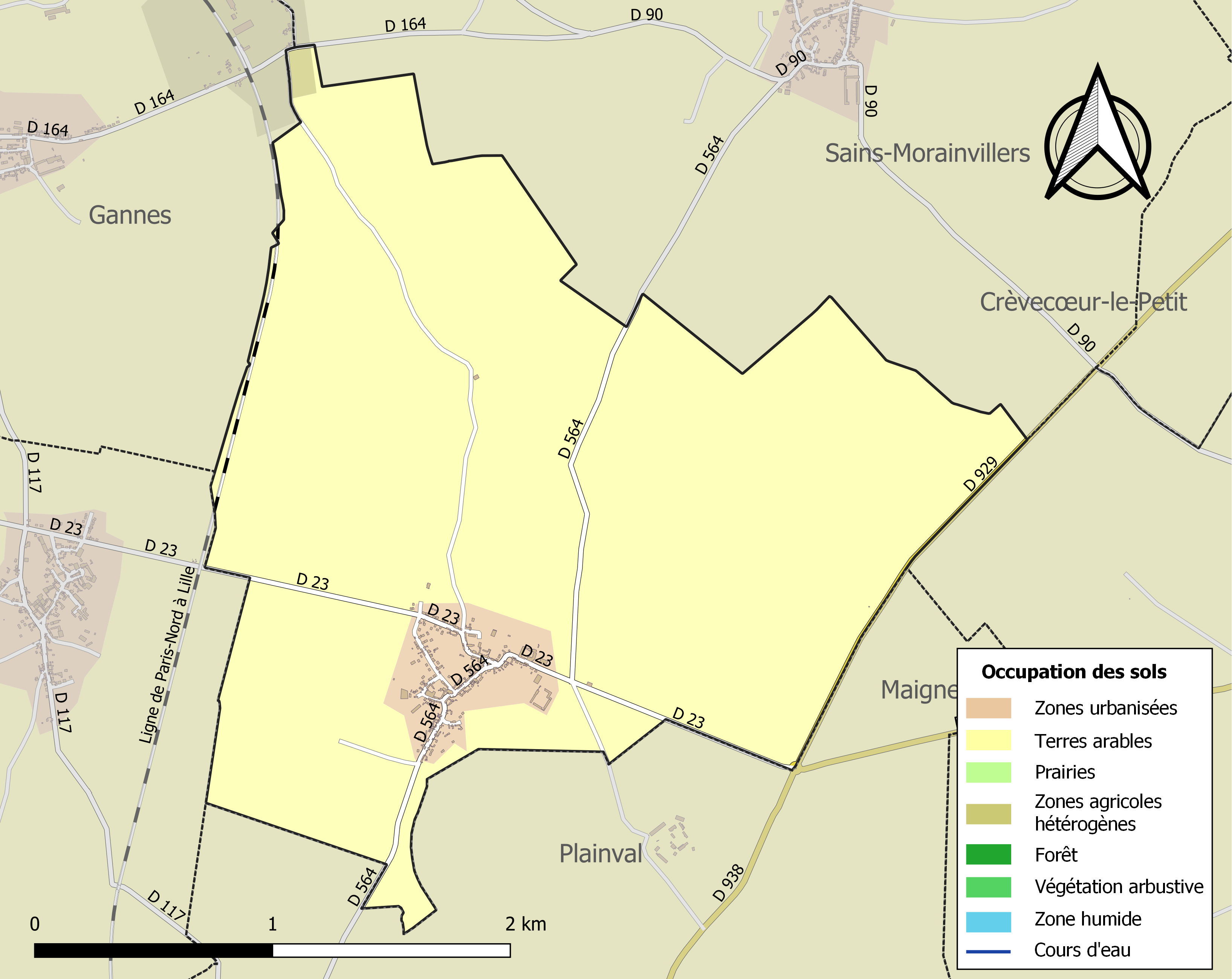
Carte des infrastructures et de l'occupation des sols de la commune en 2018 (CLC).

### Habitat et logement
En 2018, le nombre total de logements dans la commune était de 144, alors qu'il était de 144 en 2013 et de 137 en 2008.
Parmi ces logements, 88,2 % étaient des résidences principales, 4,9 % des résidences secondaires et 6,9 % des logements vacants. Ces logements étaient pour 100 % d'entre eux des maisons individuelles et pour 0 % des appartements.
Le tableau ci-dessous présente la typologie des logements à Brunvillers-la-Motte en 2018 en comparaison avec celle de l'Oise et de la France entière. Une caractéristique marquante du parc de logements est ainsi une proportion de résidences secondaires et logements occasionnels (4,9 %) supérieure à celle du département (2,5 %) et à celle de la France entière (9,7 %). Concernant le statut d'occupation de ces logements, 85 % des habitants de la commune sont propriétaires de leur logement (87,3 % en 2013), contre 61,4 % pour l'Oise et 57,5 pour la France entière.
| Typologie                                               | Brunvillers-la-Motte | Oise | France entière |
| ------------------------------------------------------- | -------------------- | ---- | -------------- |
| Résidences principales (en %)                           | 88,2                 | 90,4 | 82,1           |
| Résidences secondaires et logements occasionnels (en %) | 4,9                  | 2,5  | 9,7            |
| Logements vacants (en %)                                | 6,9                  | 7,1  | 8,2            |

### Voies de communication et transports
Les stations de chemins de fer les plus proches sont les gares de Gannes et de Saint-Just-en-Chaussée, desservies par des trains TER Hauts-de-France assurant des liaisons entre Paris-Nord, Creil et Amiens.
La commune est desservie, en 2023, par les lignes 684, 685, 6304 et 6309 du réseau interurbain de l'Oise.

## Toponymie

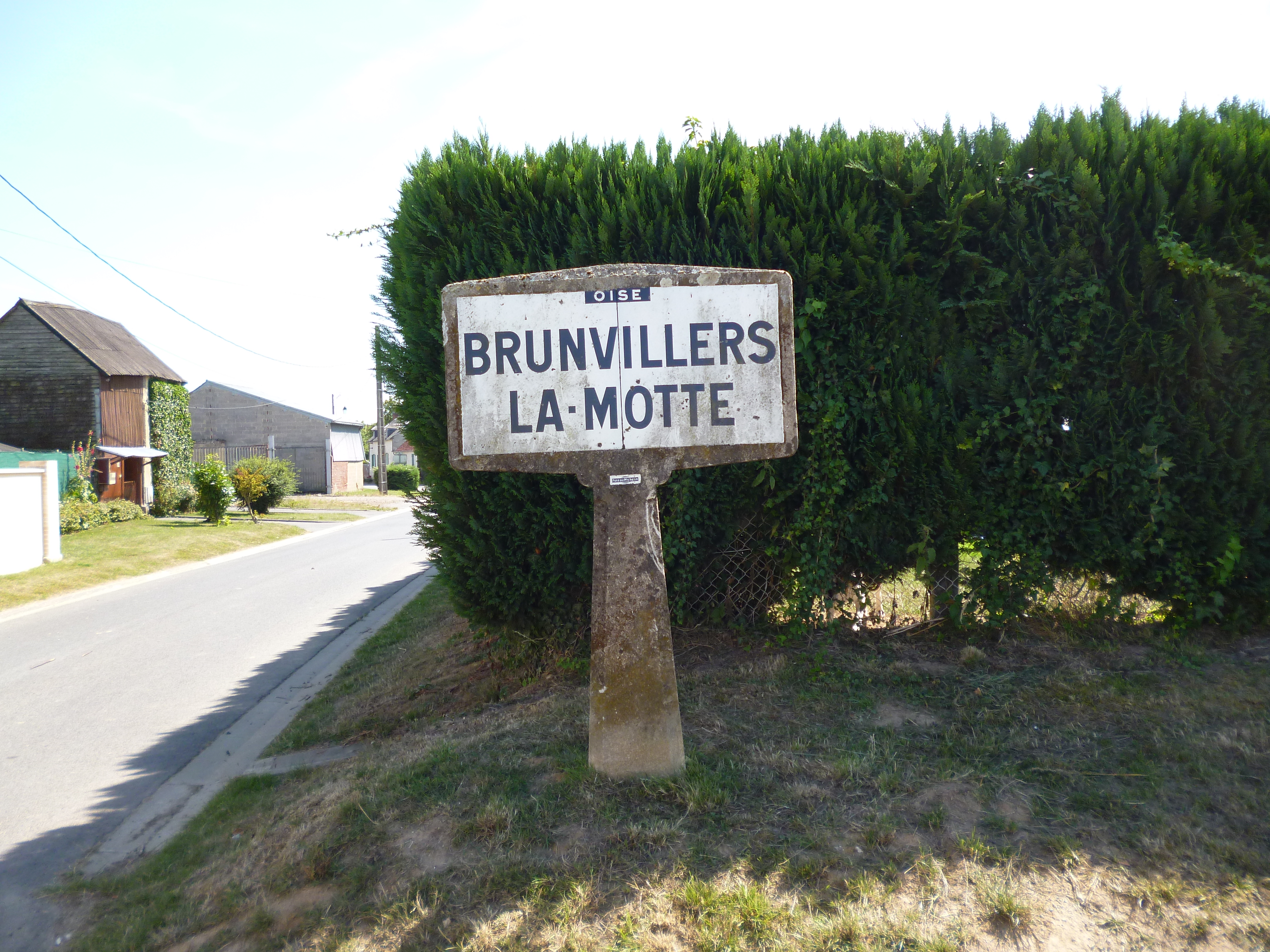
Panneau Michelin signalant l'entrée dans la commune,.

Le nom de la localité est attesté sous les formes Brinviller (1147) ; Bloevillaris (1150) ; Bruno villaris (1156) ; Brunviler (1164) ; Bleuvillare (1170) ; Brunviller (1222) ; Brunvillaris (1237) ; Brunvilier (1238) ; de Brunovillari (1250) ; Brunoni villare (1250) ; Gilo de Brunvilier (vers 1269) ; Brunus villaris (1273) ; Brunum villare (1340) ; Brinvilliers (XVe) ; Brunvilliers (XVe) ; Bouviller (1500) ; Boviller (1500) ; Brunvilliers la Mothe (vers 1650) ; Breviller la Motte (vers 1650) ; Brevillers (1667) ; Brunvillers-Lamotte (1840) ; Brunvillers-la-Motte (XIXe).

## Histoire
Selon Louis Graves, « On assure que ce village existait anciennement sous le nom de La Viefville, au lieu où est encore le cimetière, sur le chemin d'Ansauvillers à Maignelay, et, qu'ayant été brûlé dans les guerres du Moyen Âge, les habitations furent reconstruites près du château seigneurial. Brunvillers, qu'on nommait alors Brinvilliers, était une simple chapelle dépendant de l'abbaye de Froidmont, dans l'étendue de la paroisse de Plainval. La date de cette translation n'est pas indiquée mais il est certain que les religieux de Froidmont avaient les grosses dîmes qui leur furent données en  l'an 1156, par Valon de Brunviller.

Brunvillers était le chef-lieu d'un marquisat, érigé en mai 1660 pour Antoine Gobelin, qui comprenait les paroisses de Sains, de Morenvillers et le hameau du Quesnoy, ainsi que les fiefs des Tournelles, de la Vertume, de Fumechon, du champ Trois-Oeufs, et du bois d'Hangest..
L'épouse du marquis, la charmante mais redoutable marquise de Brinvilliers, est restée célèbre pour ses crimes d'empoisonnement envers des membres de sa famille. L'orthographe d'époque du nom de Brinvilliers (au lieu de Brunvilliers) est due à l'erreur d'un copiste du roi. Elle fut condamnée à mort par le Parlement le 16 juillet 1676, et ses biens vendus le 19 mars 1677 pour 120.300 livres à Henry de la Mothe-Houdancourt (ou la Motte), archevêque d'Auch (+ 1684), aussi seigneur de Roberval, Rhuis, Chevrières, etc. Brunvilliers et ses dépendances (soit un quart de ses terres) revinrent à son dernier frère Hiérosme (Jérôme), évêque de Saint-Flour, qui les céda l'année suivante (8 septembre 1685) à un neveu, Charles de la Mothe-Houdancourt (1643-1728), lieutenant-général des armées, en s'en réservant l'usufruit. C'est Charles qui obtint confirmation du marquisat en sa faveur sous l'appellation de la Mothe (novembre 1700), surnom qu'il a conservé depuis.
Le marquisat fut à nouveau vendu en 1719 à M. Bourgeois de Boynes, l'un des directeurs de la Compagnie des Indes, moyennant 1.050.000 livres ; somme considérable, mais il fut payé en billets de banque, qui furent bientôt fortement dévalués par la chute du "système" de Law, tandis que M. de Boynes s'enrichissait.
La tradition locale-prétendait au XIXe siècle  que le château seigneurial a été détruit sur l'ordre de Louis XIV après l'affaire des poisons. Il était situé clans la rue Monsieur, au lieudit le Courtil-Brûlé. M. de Boynes résidait au château de Sains qu'il avait agrandi.
.En 1835, la commune possédait  un presbytère, une école, quatre-vingts ares de terres en friche et quelques:parcelles de terres labourables qui lui avaient été léguées par M. .Jacquet, ancien curé. On trouvait alors dans le territoire communal deux  moulin à vent et des carrières:abandonnées. Une partie de la population fabriquait des toiles de chanvre ou à la couture des gants.
En 1873, l'instituteur du village Constant Gaudissard tue son ami le curé Pierre-Nicolas Lefevre, probablement par accident. Ce fait divers est encore dans la mémoire des habitants,

## Politique et administration

### Rattachements administratifs et électoraux

#### Rattachements administratifs
La commune se trouve depuis 1942 dans l'arrondissement de Clermont du département de l'Oise.
Elle faisait partie depuis 1801 du canton de Saint-Just-en-Chaussée. Dans le cadre du redécoupage cantonal de 2014 en France, cette circonscription administrative territoriale a disparu, et le canton n'est plus qu'une circonscription électorale.

#### Rattachements électoraux
Pour les élections départementales, la commune fait partie depuis 2014 d"un nouveau  canton de Saint-Just-en-Chaussée
Pour l'élection des députés, elle fait partie de la première circonscription de l'Oise.

### Intercommunalité
Brunvillers-la-Motte était membre de la communauté de communes du Plateau Picard, un établissement public de coopération intercommunale (EPCI) à fiscalité propre créé fin 1999  et auquel la commune a transféré un certain nombre de ses compétences, dans les conditions déterminées par le code général des collectivités territoriales.

### Liste des maires
| Période                                  | Période                       | Identité          | Étiquette | Qualité                        |
| ---------------------------------------- | ----------------------------- | ----------------- | --------- | ------------------------------ |
| Les données manquantes sont à compléter. |                               |                   |           |                                |
| 1831                                     |                               | Casimir Froissent |           |                                |
| Les données manquantes sont à compléter. |                               |                   |           |                                |
| avant 1988                               |                               | Roger Martin      |           |                                |
| Les données manquantes sont à compléter. |                               |                   |           |                                |
| mars 2001                                | mai 2020                      | Maurice Priem     | DVG       | Réélu pour le mandat 2014-2020 |
| mai 2020                                 | En cours (au 24 janvier 2021) | Éric Waffelaert   |           |                                |

## Équipements et services publics

### Enseignement
Les enfants de la commune sont scolarisés avec ceux de Gannes et de Quinquempoix au sein d'un regroupement pédagogique intercommunal (RPI). L'école de Brunvillers-la-Motte accueille les élèves de grande section de maternelle et de cours opréparatoire.

### Justice, sécurité, secours et défense
La commune s'est intégrée dans le dispositif Voisins vigilants en 2016.

## Population et société

### Démographie

#### Évolution démographique
L'évolution du nombre d'habitants est connue à travers les recensements de la population effectués dans la commune depuis 1793. Pour les communes de moins de 10 000 habitants, une enquête de recensement portant sur toute la population est réalisée tous les cinq ans, les populations de référence des années intermédiaires étant quant à elles estimées par interpolation ou extrapolation. Pour la commune, le premier recensement exhaustif entrant dans le cadre du nouveau dispositif a été réalisé en 2008.

En 2022, la commune comptait 344 habitants, en évolution de +1,18 % par rapport à 2016 (Oise : +0,87 %, France hors Mayotte : +2,11 %).
| 1793 | 1800 | 1806 | 1821 | 1831 | 1836 | 1841 | 1846 | 1851 |
| ---- | ---- | ---- | ---- | ---- | ---- | ---- | ---- | ---- |
| 396  | 344  | 424  | 351  | 389  | 396  | 352  | 359  | 360  |

| 1856 | 1861 | 1866 | 1872 | 1876 | 1881 | 1886 | 1891 | 1896 |
| ---- | ---- | ---- | ---- | ---- | ---- | ---- | ---- | ---- |
| 321  | 302  | 332  | 334  | 350  | 329  | 337  | 349  | 313  |

| 1901 | 1906 | 1911 | 1921 | 1926 | 1931 | 1936 | 1946 | 1954 |
| ---- | ---- | ---- | ---- | ---- | ---- | ---- | ---- | ---- |
| 315  | 316  | 301  | 307  | 259  | 252  | 272  | 258  | 233  |

| 1962 | 1968 | 1975 | 1982 | 1990 | 1999 | 2006 | 2008 | 2013 |
| ---- | ---- | ---- | ---- | ---- | ---- | ---- | ---- | ---- |
| 224  | 210  | 195  | 218  | 353  | 337  | 330  | 328  | 336  |

| 2018 | 2022 | - | - | - | - | - | - | - |
| ---- | ---- | - | - | - | - | - | - | - |
| 347  | 344  | - | - | - | - | - | - | - |

#### Pyramide des âges
La population de la commune est relativement jeune.
En 2018, le taux de personnes d'un âge inférieur à 30 ans s'élève à 39,1 %, soit au-dessus de la moyenne départementale (37,3 %). À l'inverse, le taux de personnes d'âge supérieur à 60 ans est de 20,2 % la même année, alors qu'il est de 22,8 % au niveau départemental.
En 2018, la commune comptait 162 hommes pour 185 femmes, soit un taux de 53,31 % de femmes, largement supérieur au taux départemental (51,11 %).
Les pyramides des âges de la commune et du département s'établissent comme suit.
| Hommes | Classe d’âge | Femmes |
| ------ | ------------ | ------ |
| 0,0    | 90 ou +      | 1,1    |
| 5,6    | 75-89 ans    | 4,3    |
| 14,8   | 60-74 ans    | 14,6   |
| 19,8   | 45-59 ans    | 14,1   |
| 22,2   | 30-44 ans    | 25,4   |
| 18,5   | 15-29 ans    | 9,2    |
| 19,1   | 0-14 ans     | 31,4   |

| Hommes | Classe d’âge | Femmes |
| ------ | ------------ | ------ |
| 0,5    | 90 ou +      | 1,4    |
| 5,5    | 75-89 ans    | 7,6    |
| 15,6   | 60-74 ans    | 16,3   |
| 20,8   | 45-59 ans    | 20     |
| 19,4   | 30-44 ans    | 19,4   |
| 17,6   | 15-29 ans    | 16,2   |
| 20,6   | 0-14 ans     | 19,1   |

## Culture locale et patrimoine

### Lieux et monuments
- Église Saint-Michel : église gothique du XVIe siècle construit à l'initiative de la seigneurie de Brinvilliers  très probablement par Jean Wast, architecte de la cathédrale de Beauvais et .classée monument historique en 1922[33]
 L'édifice possède une tour du XVIe siècle avec galerie supérieure.
On doit noter l'autel, de style Régence.
Sa rénovation est prévue en 2021 et les années suivantes[25],[34].

- Chapelle, dans le cimetière communal : l'ancienne église paroissiale est réduite à la chapelle du cimetière et porte le nom de Saint-Martin.
- Calvaire, place de l'Église : sur son socle, figure une croix de Malte.
- Notre-Dame-du-Carrefour à l'intersection des D 23, D 929 et D 938, à cheval sur le territoire des communes de Plainval et de Brunvillers-la-Motte.

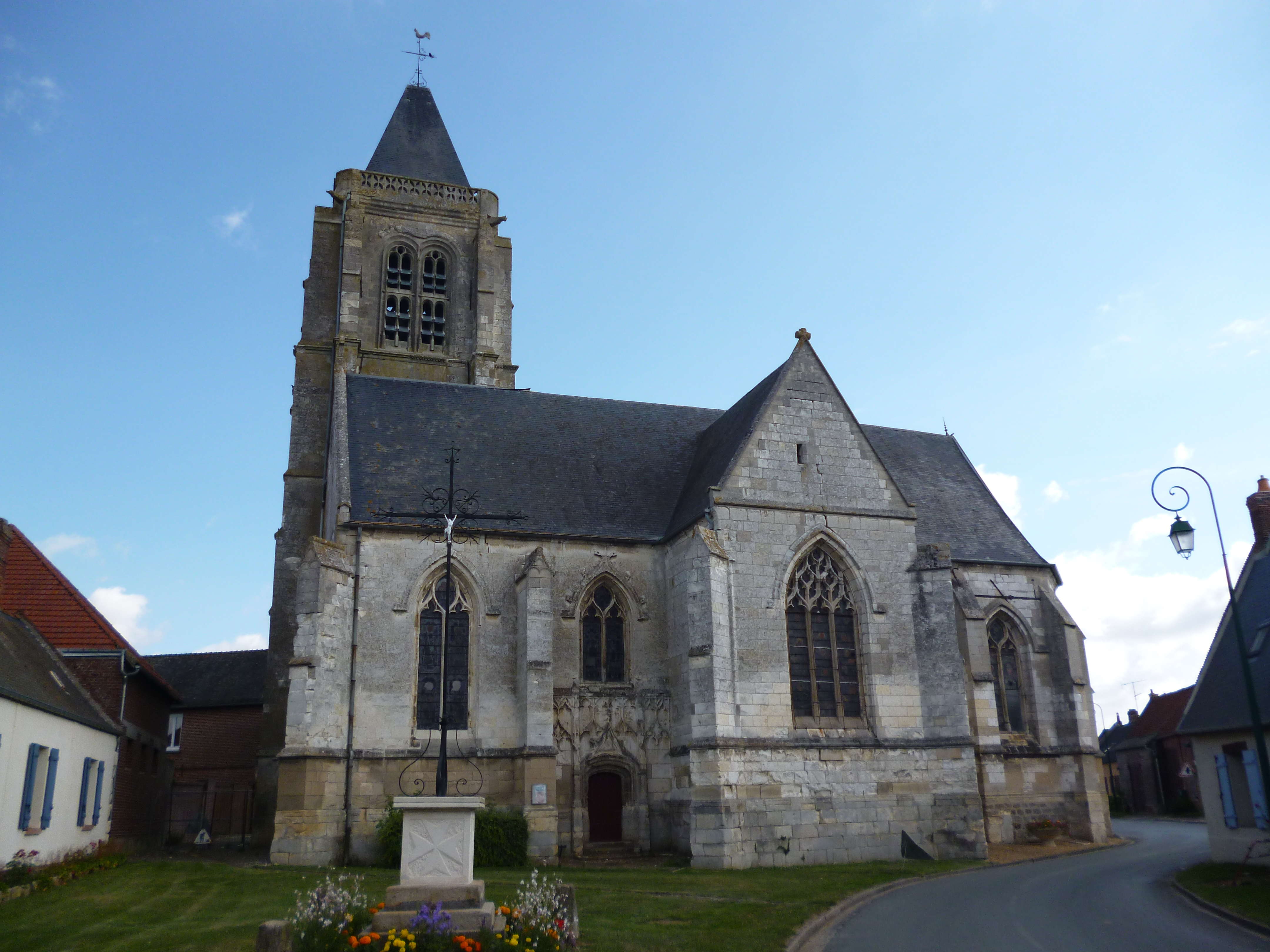
L'église et le calvaire
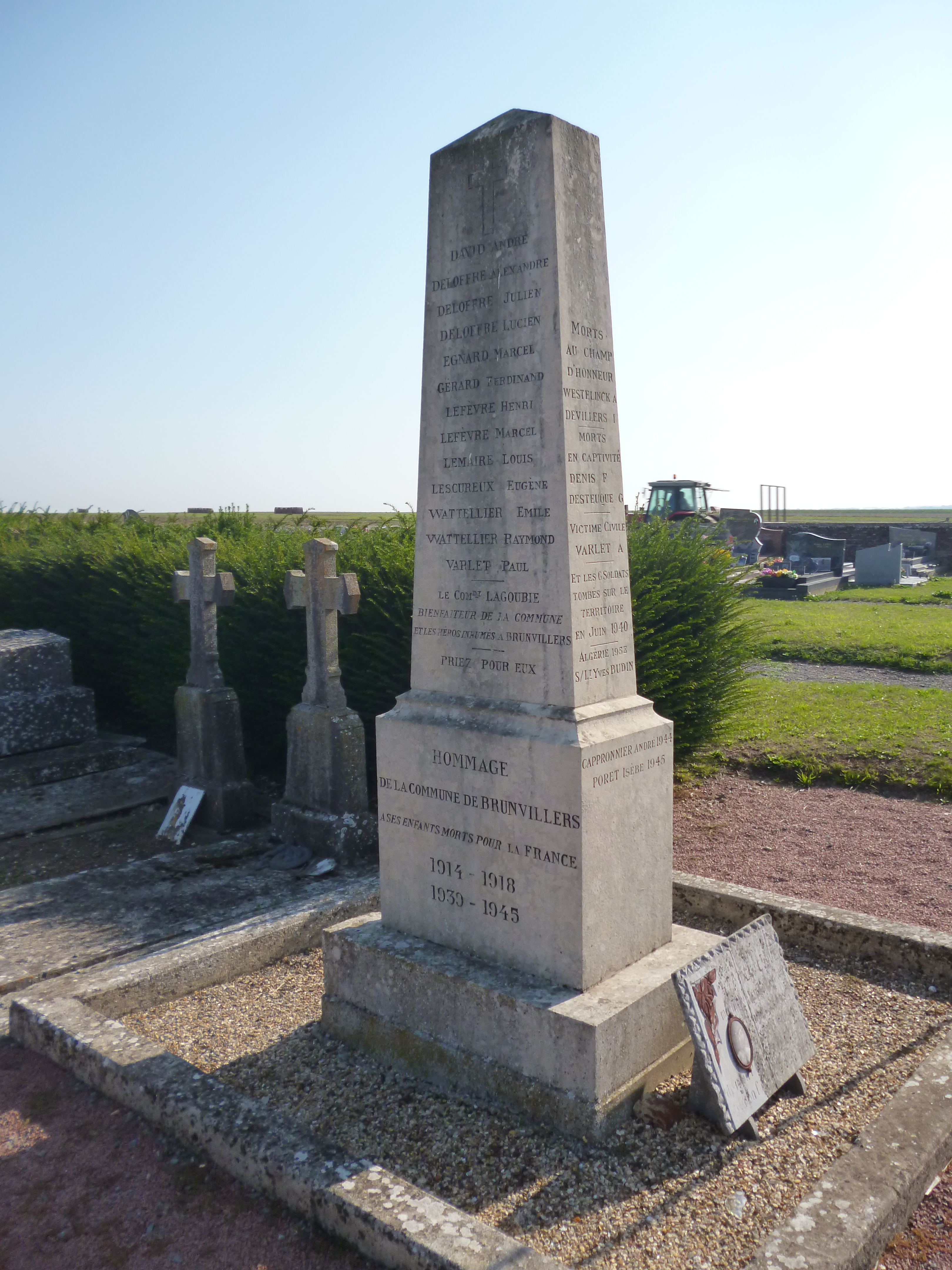
Monument aux morts.
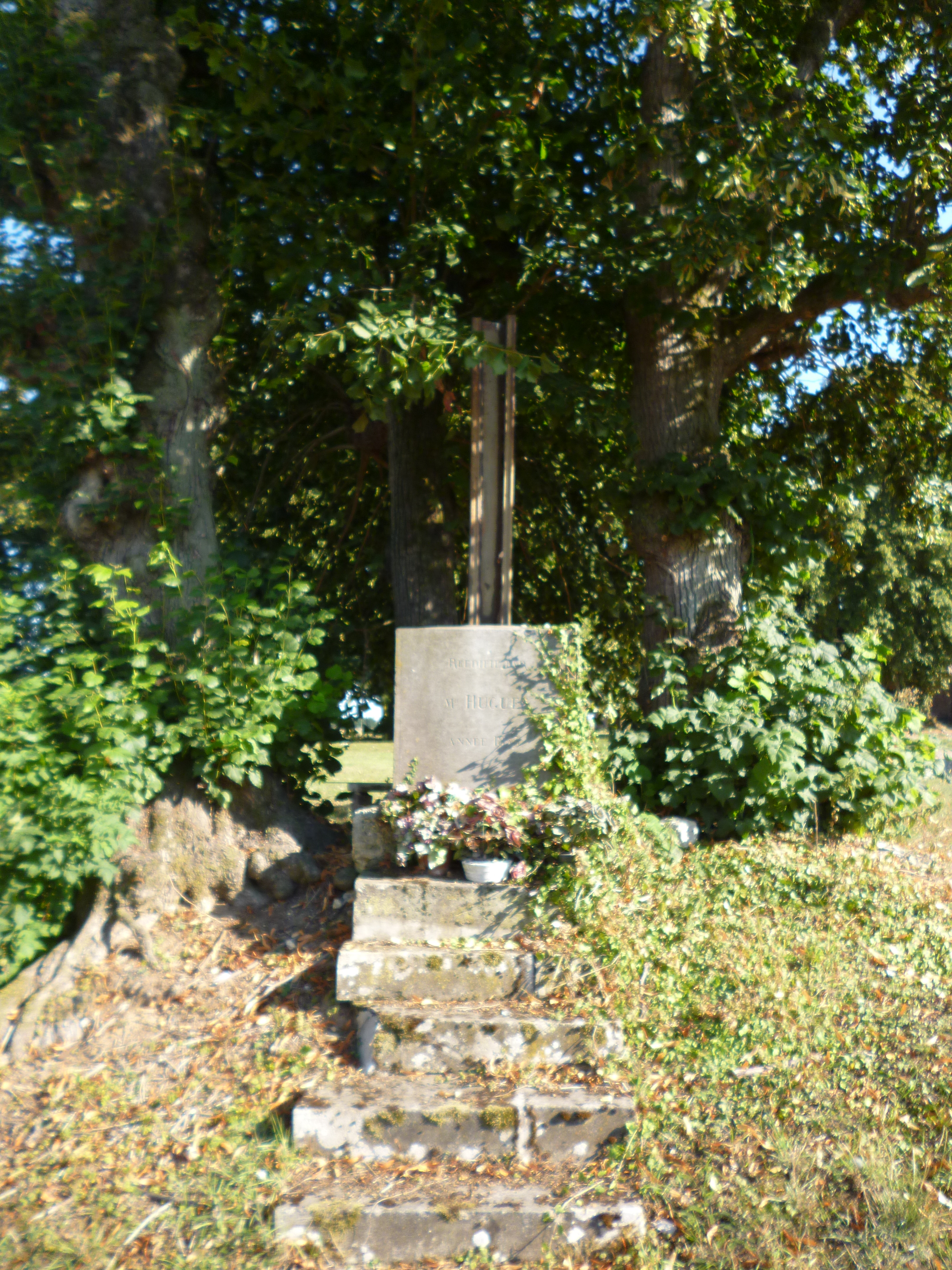
Un calvaire de la commune, sur la D 23.
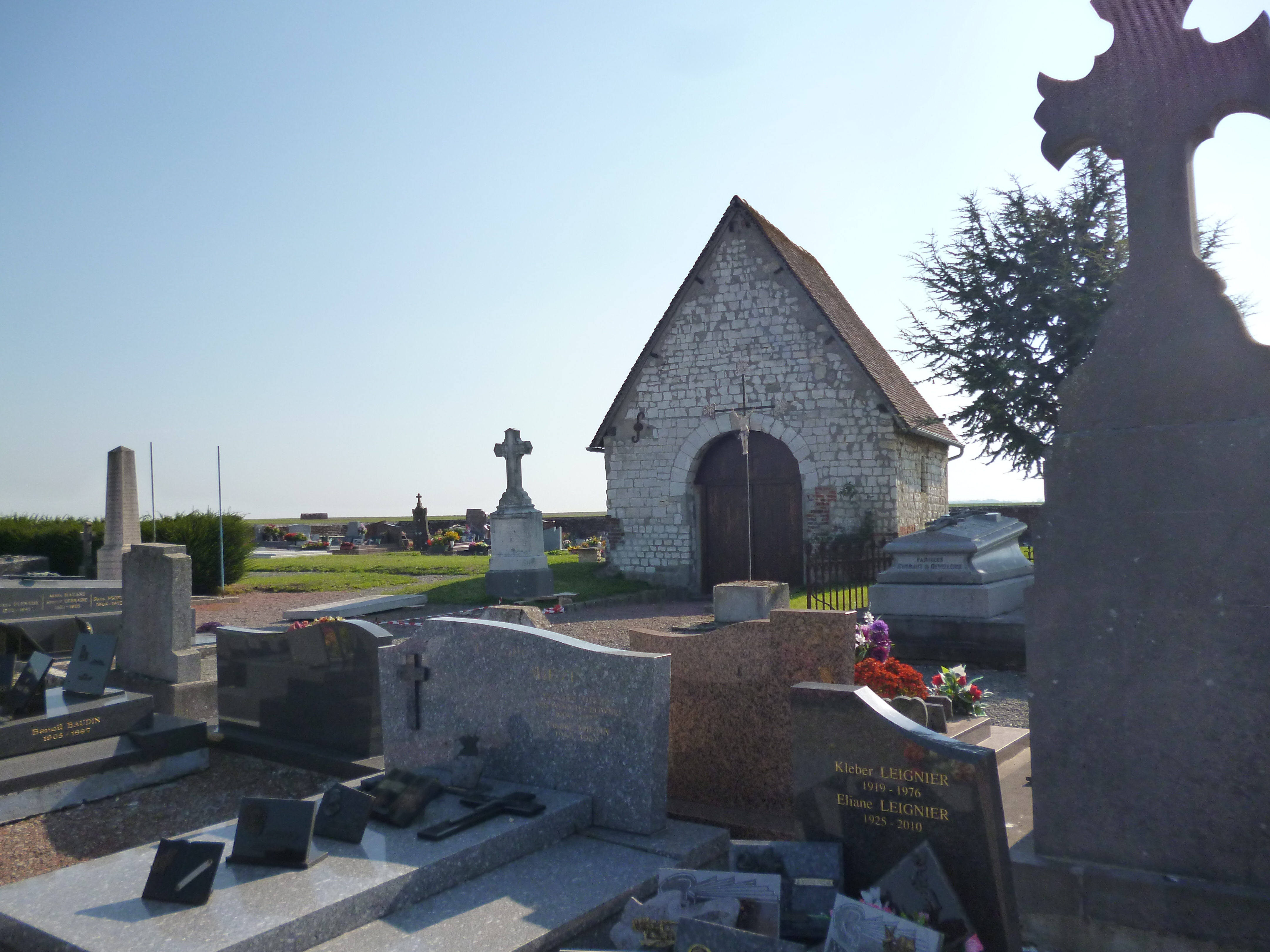
Cimetière.
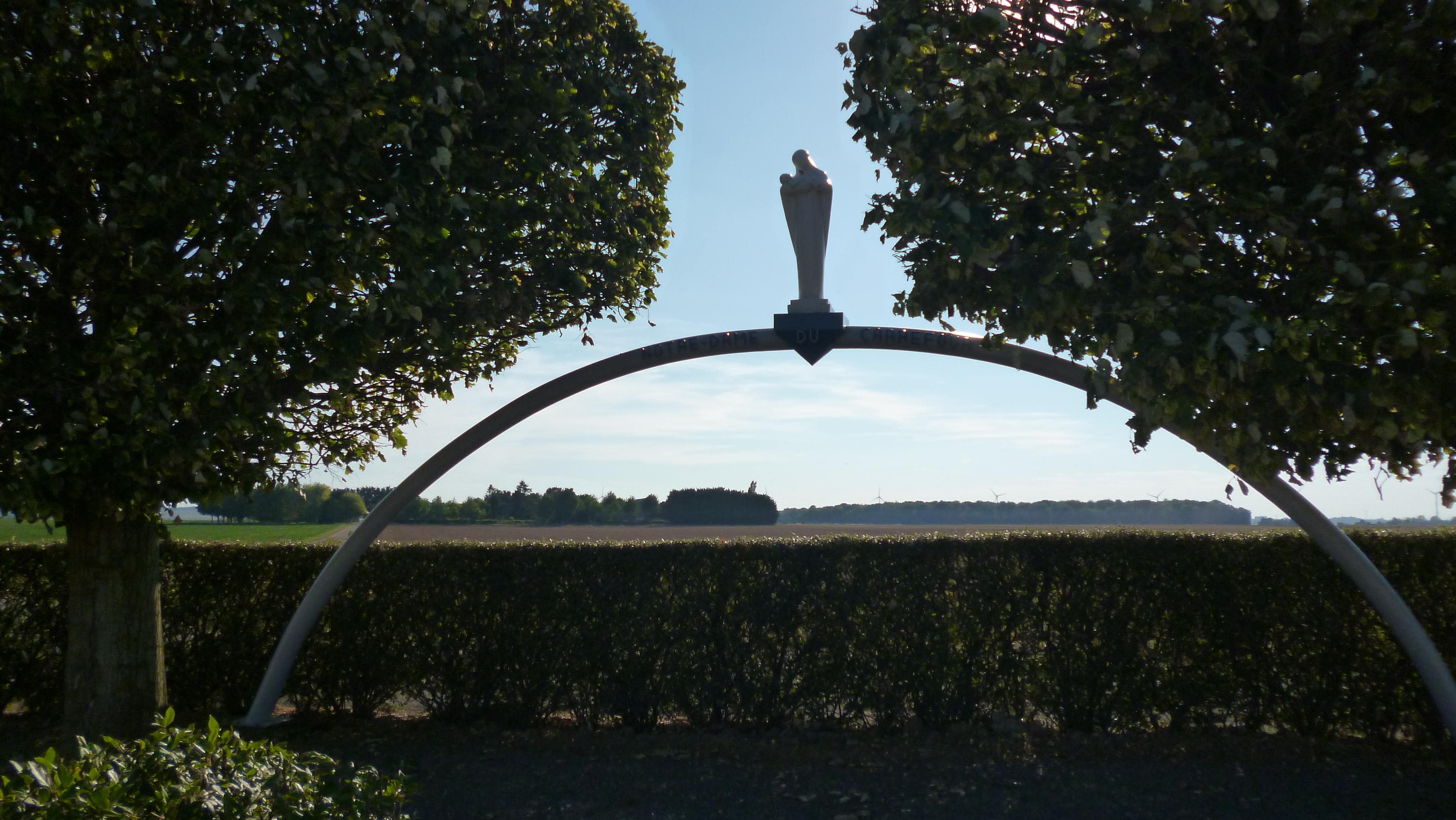
Notre-Dame-du-Carrefour.
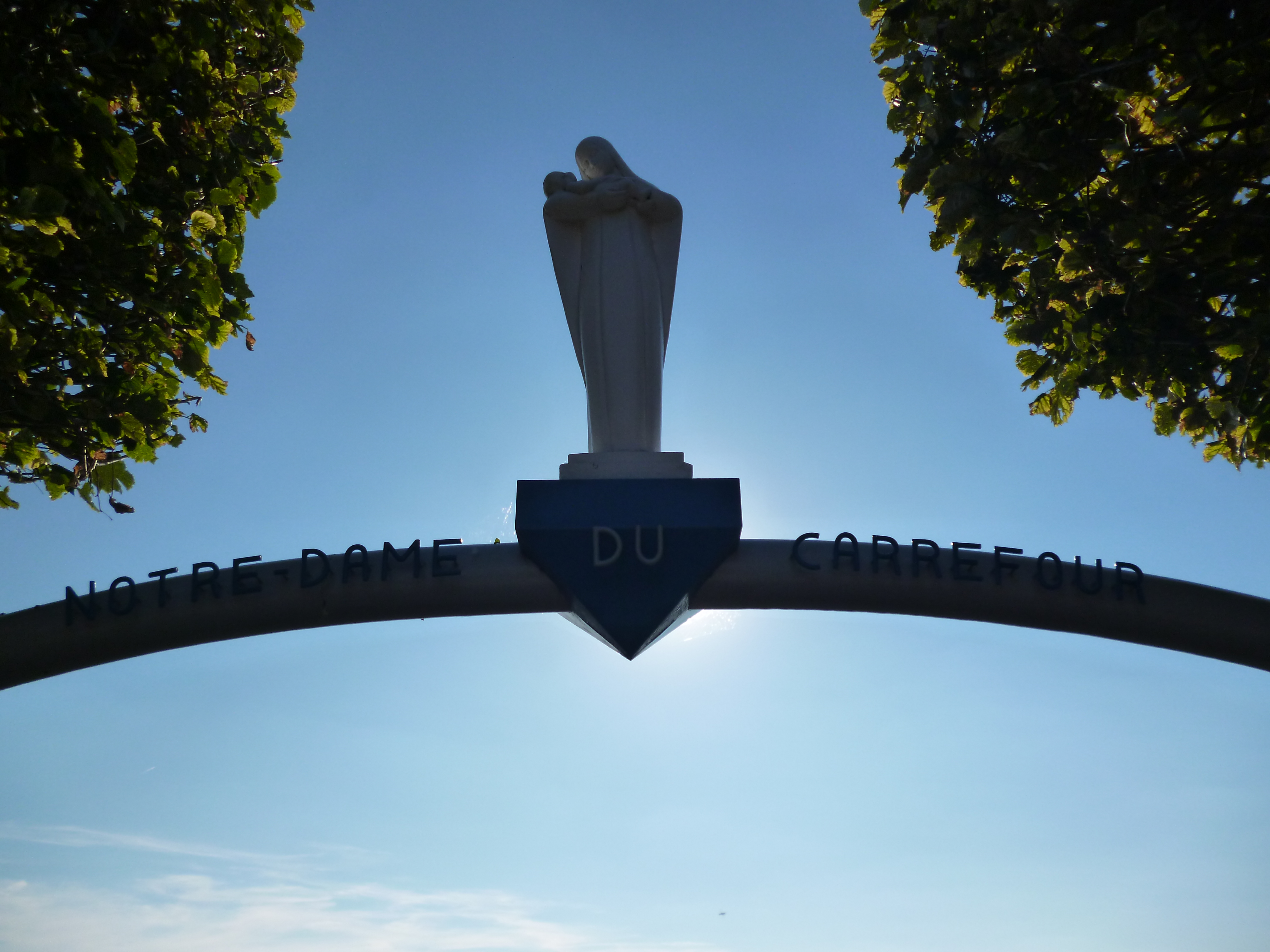
Détail.
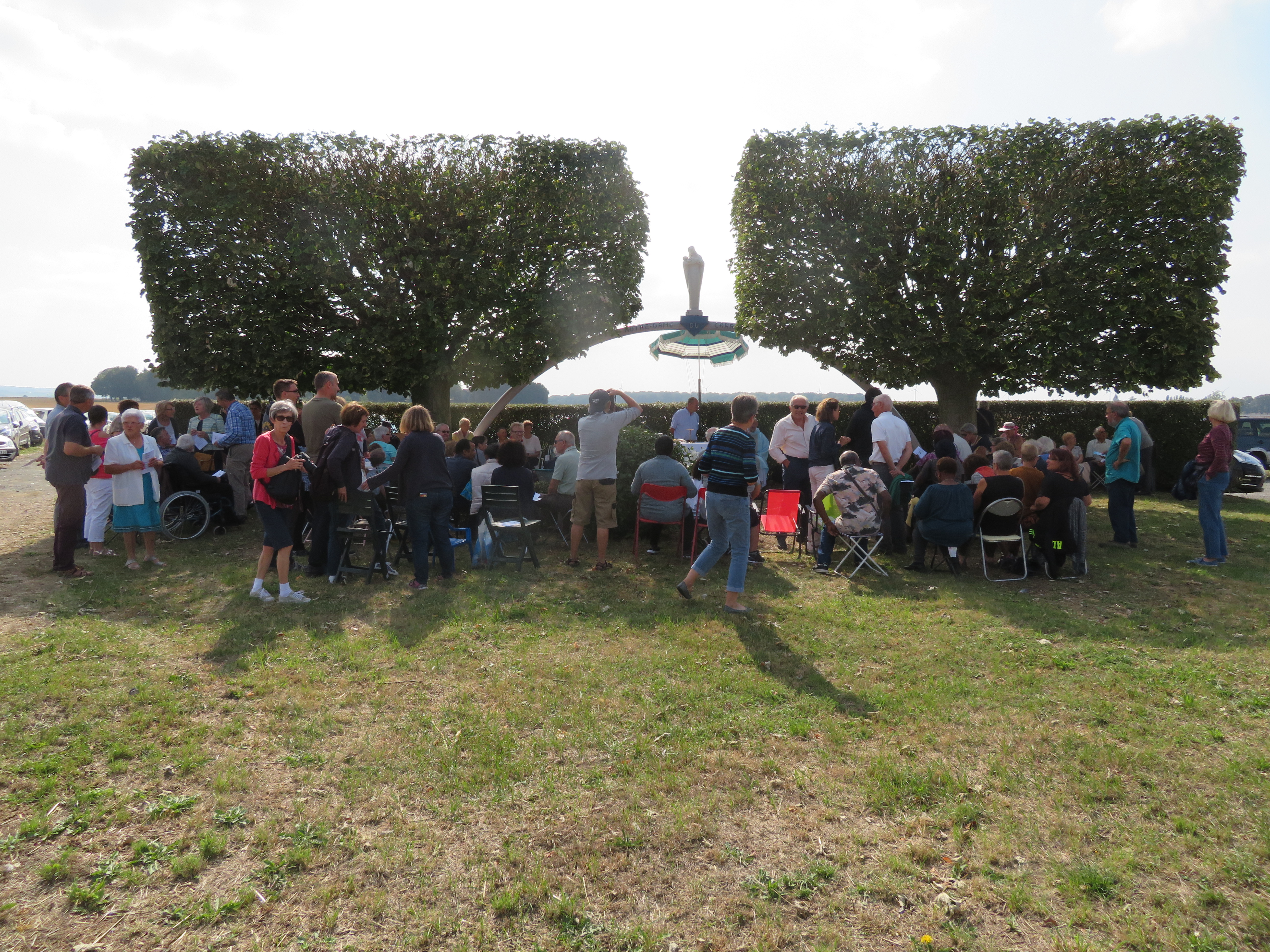
Cérémonie mariale à Notre-Dame-du-Carrefour le 15 août 2018.

### Personnalités liées à la commune
- Marie Madeleine Dreux d'Aubray, marquise de Brinvilliers, dite la Brinvilliers, née en 1630 et rendue célèbre par l'affaire des poisons à la suite de laquelle elle est condamnée et décapité pour fratricide en 1676[25].